# العلاقات الإسبانية الجنوب إفريقية
العلاقات الإسبانية الجنوب أفريقية هي العلاقات الثنائية التي تجمع بين إسبانيا وجنوب أفريقيا.

## مقارنة بين البلدين
هذه مقارنة عامة ومرجعية للدولتين:
| وجه المقارنة                                              | إسبانيا                                                                             | جنوب أفريقيا |
| --------------------------------------------------------- | ----------------------------------------------------------------------------------- | --- |
| المساحة (كم2)                                             | 505.99 ألف                                                                          | 1.22 مليون |
| عدد السكان (نسمة)                                         | 46.73 مليون                                                                         | 57.73 مليون |
| الكثافة السكانية (ن./كم²)                                 | 92.35                                                                               | 47.32 |
| العاصمة                                                   | مدريد                                                                               | بريتوريا، بلومفونتين، كيب تاون |
| اللغة الرسمية                                             | اللغة الإسبانية، اللغة الغاليسية، لغة بشكنشية، اللغة الكتالونية، اللغة الأوكسيتانية | لغة إنجليزية، اللغة الأفريقانية، اللغة النديبلي الجنوبية، اللغة السوثو الشمالية، اللغة السوتية، لغة سوازي، اللغة التسونجا، اللغة التسوانية، اللغة الفيندية، اللغة الكوسية، اللغة الزولوية |
| العملة                                                    | يورو، بيزيتا إسبانية                                                                | راند جنوب أفريقي |
| الناتج المحلي الإجمالي (بليون دولار)                      | 1.31 تريليون                                                                        | 349.42 مليار |
| الناتج المحلي الإجمالي (تعادل القوة الشرائية) بليون دولار | 1.77 تريليون                                                                        | 725.91 مليار |
| الناتج المحلي الإجمالي الاسمي للفرد دولار أمريكي          | 28.16 ألف                                                                           | 5.72 ألف |
| الناتج المحلي الإجمالي للفرد دولار أمريكي                 | 38.00 ألف                                                                           | 13.05 ألف |
| مؤشر التنمية البشرية                                      | 0.876                                                                               | 0.666 |
| رمز المكالمات الدولي                                      | +34                                                                                 | +27 |
| رمز الإنترنت                                              | .es                                                                                 | .za |
| المنطقة الزمنية                                           | ت ع م+01:00، ت ع م+02:00                                                            | ت ع م+02:00، أفريقيا/جوهانسبرغ ‏ |

## منظمات دولية مشتركة
يشترك البلدان في عضوية مجموعة من المنظمات الدولية، منها:
| علم المنظمة | اسم المنظمة                        | تاريخ انضمام إسبانيا | تاريخ انضمام جنوب أفريقيا |
| ----------- | ---------------------------------- | -------------------- | ------------------------- |
|             | وكالة ضمان الاستثمار متعدد الأطراف | 29 أبريل 1988        | 10 مارس 1994              |
|             | الأمم المتحدة                      | 14 ديسمبر 1955       | 7 نوفمبر 1945             |
|             | الفريق المعني برصد الأرض           | ?                    | ?                         |
|             | منظمة حظر الأسلحة الكيميائية       | ?                    | ?                         |
|             | منظمة التجارة العالمية             | ?                    | 1995                      |
|             | منظمة الشرطة الجنائية الدولية      | ?                    | ?                         |
|             | البنك الإفريقي للتنمية             | ?                    | ?                         |
|             | مؤسسة التنمية الدولية              | 18 أكتوبر 1960       | 12 أكتوبر 1960            |
|             | نظام تحكم تكنولوجيا القذائف        | 1990                 | 1995                      |
|             | يونسكو                             | 30 يناير 1953        | 4 نوفمبر 1946             |
|             | الاتحاد البريدي العالمي            | ?                    | ?                         |
|             | البنك الدولي للإنشاء والتعمير      | 15 سبتمبر 1958       | 27 ديسمبر 1945            |
|             | المنظمة الهيدروغرافية الدولية      | ?                    | ?                         |
|             | الاتحاد الدولي للاتصالات           | 1866                 | 1910                      |
|             | مؤسسة التمويل الدولية              | 24 مارس 1960         | 3 أبريل 1957              |
|             | مجموعة الموردين النوويين           | ?                    | ?                         |

## أعلام
هذه قائمة لبعض الشخصيات التي تربطها علاقات بالبلدين:
- روون فرنانديز (لاعب كرة قدم جنوب أفريقي، 28 فبراير 1978 – )
- ليزلي ان براندت (2 ديسمبر 1981 – )

## وصلات خارجية
- موقع وزارة الخارجية الإسبانية
- موقع وزارة الخارجية الجنوب أفريقية